# Textilbibliothek Burg Linn
Die einzige Textilbibliothek Deutschlands ist dem Textilmuseum im Museumszentrum auf der Burg Linn angegliedert, aber formell eigenständig. Sie wurde 1855 im Zuge der Errichtung der Höheren Webschule Crefeld gegründet. Im damaligen Linn wurden Experten für die Textilmanufakturen und die Textilindustrie ausgebildet, die in der gesamten Region, insbesondere in der benachbarten Seidenstadt Krefeld dringend benötigt wurden. Aus der Webschule entwickelte sich in vielen Schritten die heutige Fachhochschule Niederrhein.
Die Bibliothek war ursprünglich ins Leben gerufen worden, um die Auszubildenden und den Lehrkörper der Schule mit der benötigten Literatur zu versorgen. Später wurde sie organisatorisch dem Vorläufer des heutigen Deutschen Textilmuseums zugeordnet. Damit wurde die Bibliothek um weitere Bereiche ihrer heutigen Systematik ausgebaut. Die Textilbibliothek verfügt über einen reichen und weltweit einzigartigen historischen Bestand an seltenen und kostbaren Werken. Dieser umfasst sowohl Handschriften, etwa die 1621 mit seiner Wandergesellenzeit begonnenen Aufzeichnungen eines Leinenwebers, als auch Drucke, wie verschiedene Werke aus dem Barock, aber auch Sammelmappen mit Zeichnungen oder Webmustern.
Zu den Rubriken der Bibliothek zählen u. a. die Stickerei, das Teppichknüpfen, die Farbtechnik, die Ornamentik, die Paramentik, aber auch Sammlungen historischer Modezeitschriften.
Die Erschließung ist sowohl über historische, kunsthistorische, kulturelle oder stilistische Kategorien als auch über eine geographische Systematik möglich. Neben einheimischen Werken bietet die Textilbibliothek Sammlungen afrikanischer oder asiatischer Literatur. Insbesondere aus der Zeit des Jugendstils gibt es kostbare Materialien. Die Präsenzbibliothek mit über 10.000 Medien ist täglich geöffnet.
Für die weitere Aktualisierung ihres Bestandes ist die Bibliothek auf Spenden und Stiftungen angewiesen. Für den Ankauf neuer Werke steht nur ein geringer Etat zur Verfügung.